# Luis Aragonés
José Luis Aragonés Suárez Martínez (Madrid, 1938. július 28. – Madrid, 2014. február 1.) spanyol labdarúgó és vezetőedző.

## Játékosként
Pályafutását a CD Getafe ificsapatában kezdte, majd 1958-ban leszerződtette a Real Madrid, de annak felnőtt csapatába sose került, több másodosztályú csapatban szerepelt kölcsönjátékosként. Profikarrierje 1960-ban kezdődött, amikor a Real Oviedo vásárolta meg az akkor huszonkét éves játékost. Evvel a csapattal szerepelt először a spanyol élvonalban. 1961-ben megvásárolta a Real Betis, ahol három évet töltött, amely során 86 élvonalbeli mérkőzésen szerepelt. Ezután az Atlético Madridhoz szerződött, ahol tíz éven keresztül játszott. Itt kapta meg a Zapatones (Nagy csizmák) becenevet. A szabadrúgások specialistája volt, 1970-ben harmadmagával megszerezte a Marca sportújság által a legjobb góllövőnek adományozott Pichichi Kupát.
A spanyol válogatottban 1964-ben mutatkozott be, 1972-ig összesen 11 alkalommal ölthette magára a válogatott mezét.

## Edzőként
1974-ben vonult vissza az aktív játéktól. Nem sokkal később már ki is nevezték az Atlético vezetőedzőjévé. 1977-ben megszerezte első spanyol bajnokságát edzőként. Első időszakában kapta az El Sabio de Hortaleza (A hortalezai bölcs) becenevet. 1980-ban távozott a csapattól.
1981-ben másik egykori csapata, a Real Betis nevezte ki vezetőedzőjévé, de a szezon végén már távozott is, mert visszahívta az Atlético. 1987-ben az FC Barcelona vezetőedzője lett, de egészségi problémák miatt hamar lemondott. Kétéves szünet után ült újra kispadra, amikor elfogadta a barcelonai Espanyol ajánlatát, majd 1991 és 1993 között újra az Atlético kispadján ült. Edzette még a Sevillát, a Valenciát, a Real Betist, az Oviedót, kétszer az RCD Mallorcát és 2002 és 2003 között újra az Atléticót.
2004-ben nevezték ki Iñaki Sáez utódjaként a spanyol labdarúgó-válogatott élére. Kivezette a válogatottat a 2006-os németországi világbajnokságra, de kiestek Franciaország ellen a nyolcaddöntőben. Kijelentette, hogy a 2008-as labdarúgó-Európa-bajnokság után lemond a szövetségi kapitányi pozícióról. Nem sokkal később bejelentették, hogy a török Fenerbahçéhoz szerződik.
Leukémia következtében hunyt el, 75 éves korában.

## Sikerei, díjai
Játékosként háromszor lett spanyol bajnok (1966, 1970, 1973) és egyszer spanyol kupagyőztes (1972). Játékosként mindegyik sikerét az Atléticóval érte el. Edzői pályafutása során egyszer nyerte meg a spanyol bajnokságot (az Atléticóval), valamint négyszer a Király Kupát (Atlético de Madrid: 1976, 1985, 1992 és FC Barcelona: 1988). A spanyol válogatottal negyvennégy év szünet után megnyerte a 2008-as labdarúgó-Európa-bajnokságot.